# Witold Szczypiński
Witold Szczypiński (geb. 7. Februar 1955 in Sarzyna, Polen) ist der stellvertretende Vorstandsvorsitzende der Grupa Azoty (Stickstoffwerk in Tarnów-Mościce SA). Szczypiński absolvierte die Schlesische Technische Hochschule auf der Fakultät für Organisation der Fertigung im Bereich der Industrieorganisation und des Managements, Fachrichtung chemische Industrie.

## Geschäftskarriere
Mit den Stickstoffwerken in Tarnów-Mościce S.A  ist er seit 1979 verbunden. In den Jahren 1979–1987 arbeitete er auf den Stellungen: Fertigungsmeister, selbstständiger Technologe, Fachmann f. Technologie in den F. Dzierżyński-Synthesewerken  in Tarnów (gegenwärtig Grupa Azoty SA). Von 1987 bis 1990 war er Leiter der Siliciumabteilung der Synthesewerke und in den Jahren 1991–1999 arbeitete er auf der Stellung des Leiters des Synthesewerks.
In den Jahren 1997–1999 war er Vertreter der Stickstoffwerke in Tarnów-Mościce im Aufsichtsrat des Innovations- und Einführungsunternehmens  UNISIL Sp. z o.o. In den Jahren 1999–2001 war er Direktor des Kunststoffzentrums [Centrum Tworzyw Sztucznych] und ab  2002 bis 2007 war er Direktor f. technologische Angelegenheiten und Entwicklung der Stickstoffwerke in Tarnów-Mościce SA. In den Jahren 2007–2008 war er Mitglied des Vorstands der Werke in Tarnów. In den Jahren 2007–2008 war er Mitglied des Aufsichtsrates von Tarnowskie Wodociągi Sp. z o.o. Im Jahre 2008 wurde er als Vertreter der gegenwärtigen Stickstoffwerke in Tarnów-Mościce, zum Aufsichtsrat des Projektbüros der Stickstoffwerke „BIPROZAT“ Sp. z o.o. und  – PKCh Sp. z.o.o. (2008–2016), ATT Polymers GmbH (2011–2013) sowie Grupa Azoty ZAK SA (2012–2016) berufen.
Im Jahre 2008 war er  amtierender Vorstandsvorsitzender von den Stickstoffwerken in Tarnów-Mościce SA. Im Juni 2008 wurde er zum stellvertretenden Vorstandsvorsitzenden von Grupa Azoty berufen. Seit März 2014 war er auch Generaldirektor der Gesellschaft der Grupa Azoty S.A. in Tarnów. Als Mitglied des Vorstands war er auch u. a. für die Integration der Fertigung, den Kunststoff, organische Synthesen und Sponsortätigkeit.
In den Jahren 2011–2015 war er Mitglied des Wissenschaftlichen Rates von Instytut Ciężkiej Syntezy Organicznej [Institut Schwerer Organischer Synthese] „Blachownia“ in Kędzierzyn-Koźle. Im Jahre 2013 wurde er zum Aufsichtsrat von Grupa Azoty SIARKOPOL berufen.
Er ist Vorsitzender des Aufsichtsrates von Polskie Konsorcjum Chemiczne Sp. z o.o.

## Wissenschaftliche Karriere
Von 2011 bis 2015 füllte er die Funktion des Mitglieds von Komitet Inżynierii Chemicznej i Procesowej Polskiej Akademii Nauk [Komitee f. chemische Technologie der Polnischen Wissenschaftsakademie] aus. In den Jahren 2012–2015 war er Mitglied des Komitees, das mit dem strategischen Programm der wissenschaftlichen Forschungen und Entwicklungsarbeiten „Zaawansowane Technologie Pozyskiwania Energii“ [Fortgeschrittene Technologien der Energiegewinnung] von Narodowe Centrum Badań i Rozwoju [Nationales Forschungs- und Entwicklungszentrum] arbeitete. Von 2007 bis 2010 war er Vorstandsvorsitzender der Abteilung von SITPChem in Tarnów.
Er ist Autor oder Koautor von ein paar spezialistischen Projekten: in dem von sechs Projekten die patentgeschützt sind, die das Anfertigen von Ammoniak, Wasserstoff, Kohlendioxid (für Lebensmittelwaren), Polyoxymethylen, polykristallischem Silizium, Katalysatoren und Infrastruktur betreffen.

## Privatleben
Sein Vater – Zbigniew Szczypiński – nahm am Ausbau der Stickstoffwerke in Tarnów in den 1960er und 1970er Jahren teil. Er war u. a. technischer Direktor der Fabrik in Tarnów-Mościce. Er ist verheiratet und hat eine Tochter. Er nahm am Ausbau der Werke in Tarnów in den 1960er und 1970er teil.